# المكتب الوطني للسكك الحديدية (المغرب)
المكتب الوطني للسكك الحديدية (بالفرنسية: Office National des Chemins de Fer) (اختصارًا: ONCF) هي مؤسسة عمومية مغربية ذات طابع صناعي وتجاري مسؤولة عن النقل السككي في المغرب. يمتد طول الشبكة السككية إلى 3848 كيلومتراً، كما يبلغ طول الخطوط 2295 كيلومتراً، 137 محطة، 238 قاطرة، 414 عربة للمسافرين 49 قطار ذاتي الدفع، 4723 شاحنة لنقل البضائع، و64% من سكك مكهربة.
محمد ربيع الخليع هو الرئيس التنفيذي بعد تعيينه من طرف الملك محمد السادس سنة 2004.

## تاريخ
يعود تشييد الشبكة السككية المغربية إلى أوائل القرن العشرين بحيث وضعت الخطوط الأولى ذات سكة حديد ضيقة منذ سنة 1916. لم تشيد السكك الحديدية القياسية سوى سنة 1923 من طرف شركات خاصة تستغل كل منها الجزء الذي أُوكل إليها من الشبكة.
قررت الحكومة المغربية سنة 1963 إعادة شراء الأجزاء التي تم تفويتها وإنشاء المكتب الوطني للسكك الحديدية والذي وضع تحت وصاية السلطة الحكومية المكلفة بقطاع النقل. أُنشئ المكتب بعد إعادة هيكلة الشركات التالية:
- شركة السكك الحديدية في المغرب (بالفرنسية: CFM  Compagnie des chemins de fer du Maroc)
- شركة السكة الحديدية في المغرب الشرقي (بالفرنسية: CMO  Compagnie du chemin de fer du Maroc oriental)
- الشركة الفرنسية الإسبانية للسكة الحديدية بين طنجة وفاس (بالفرنسية: TF  Compagnie franco-espagnole du Tanger-Fès)
- شركة السكة الحديدية العابرة للصحراء المعروفة كذلك باسم السكة الحديدية من المتوسط إلى النيجر (بالفرنسية: MN  Chemins de Fer de la Méditerranée au Niger)

تبرم الدولة والمكتب الوطني للسكك الحديدية منذ سنة 1994 عقود برامج تحدد مجموع الإجراءات والإلتزامات المرحلية. من أبرزها عقد حول برنامج 2010 - 2015 والذي جعل من أهم أهدافه رؤية رهان 50 وتتجلى هذه الأهداف في نقل 50 مليون طن من البضائع بالسكك الحديدية، ونقل 50 مليون مسافر عبر القطارات وإستثمار 34 مليار درهم.
عرفت سنة 2005 انطلاق ورش تحويل المكتب الوطني للسكك الحديدة والفاعل الوحيد في القطاع إلى شركة مجهولة الإسم وذلك بغية استقلالية أكبر في التدبير ووضع آليات التدبير التجاري. ويعتبر هذا التحول المدخل الرئيسي لعدة تدابير ولا سيما التوقيع على برامج العقود بين الدولة والمكتب ونظام الامتياز الممنوح من طرف وزارة التجهيز والنقل واللوجستيك والماء. وتمنح إعادة هيكلة الإطار المؤسساتي للقطاع السككي المكتب استقلالية في التسيير وتشجعه على اتباع سياسة تجارية جديدة. سيمكن تحويل المكتب إلى شركة مجهولة الاسم (الشركة المغربية للسكك الحديدية) وإصلاح مراقبة الدولة للقطاع السككي وذلك بعد المصادقة على القانون رقم 52.03 الذي يتعلق بتنظيم وتسيير واستغلال شبكة السكك الحديدية الوطنية من تقوية وتعزز شفافية تسيير الشبكة وفعاليتها.

## الشبكة السككية

مخطط لشبكة السكك المغربية في عام 2012.

يقوم المكتب الوطني للسكك الحديدية بتدبير واستغلال شبكة يصل طولها إلى 2067 كلم رئيسية لنقل المسافرين والبضائع، 30% من الخطوط مزدوجة و60% منها مكهربة بتيار 3000 فولت مسترسل. هذه الشبكة أيضا 561 كلم من خطوط الخدمة و354 كلم من الخطوط الفرعية الخاصة بتأمين ربط شركات صناعية بالشبكة الحديدية الوطنية ليصل ما مجموع الخطوط التي ما تزال تحت الخدمة إلى 3657 كلم بعد تدشين الخطين الجديدين الرابطين بين مينائي الناظور وطنجة المتوسط أواخر عام 2009.
بعد استكمال كهربة الخط الحديدي الرباط - طنجة شمالا سنة 2010 حُوِّلت أواخر القاطرات النفطية إلى الجزء الشرقي للمغرب لكي تعمم القطارات الكهربائية الحديثة على معظم الشبكة السككية المغربية في انتظار انتهاء كهربة الخط الحديدي فاس - وجدة الجارية أشغاله. وبذا يستعد المكتب الوطني للسكك الحديدية نشر مناقصة دولية لصفقة 120 قطارات كلها كهربائية بقيمة تزيد عن مليار منصف مليار دولار.
هكذا، يربط مسار الشبكة السككية المغربية، التي تصل السرعة القصوى للقطارات عبرها إلى 160 كلم في الساعة، بين مراكش جنوبا ووجدة شرقا. مع تفرعات نحو كل من طنجة، الناظور، آسفي، وادي زم، الجديدة وبوعرفة. وتأمن النقل بين المدن الكبرى وأهم موانئ المملكة باستثناء ميناء آكادير جنوبا. كما يمكن ربطها بالشبكة الجزائرية والتونسية بمميزات تقنية تضمن استغلال القطارات في أحسن الظروف.

### شبكة القطار الفائق السرعة
أصبح قطار البراق الفائق السرعة الذي تم إختباره في أكتوبر 2017 بحضور وزير الخارجية الفرنسي جان إيف لودريان و تدشينه في 15 نوفمبر 2018، أول قطار فائق السرعة في القارة الإفريقية وهو يربط مدينة طنجة بمدينة الدار البيضاء مُروراً بالقنيطرة والرباط.

## الأنشطة
يتمحور نشاط المكتب الوطني للسكك الحديدية حول ثلاث أسواق إستراتيجية مختلفة تتمثل في ما يلي :
- نقل المسافرين
- نقل البضائع
- نقل الفوسفاط

سجل نشاط المسافرين نقل 34 مليون مسافر٬ إذ استمر في منحى تصاعدي برقمين (زائد 10 بالمائة)٬ وذلك بفضل نتائج المخطط الخماسي الذي مكن من تدعيم مستوى جودة الخدمات المقدمة فيما يتعلق برفع وتيرة القطارات وتقليص مدة السفر وتحسين ظروف الاستقبال والراحة بالمحطات وعلى متن القطارات. أما بخصوص نشاط نقل البضائع٬ فقد تأكد النمو٬ الذي عرفته سنة 2010 وذلك بفضل تأثيرات المشاريع المهيكلة لمينائي طنجة والناظور وجهود التحسين التي يقوم بها المكتب في إطار استراتيجيته التسويقية. كما بلغ رقم معاملات نشاط نقل البضائع واللوجستيكيات 2,15 مليار درهم مسجلا بذلك نموا بنسبة 12 بالمائة مقارنة مع سنة 2010 أي ما يعادل 37 مليون طن من البضائع المنقولة.
|                                 | 2013   | 2012   | 2011   | 2010   | 2009   | 2008   | 2007   | 2006   | 2005   | 2004   | 2003   |
| ------------------------------- | ------ | ------ | ------ | ------ | ------ | ------ | ------ | ------ | ------ | ------ | ------ |
| نقل المسافرين مليون شخص كيلومتر | 5316   | 5080   | 4819   | 4398   | 4190   | 3820   | 3658   | 3333   | 2987   | 2645   | 2374   |
| نقل المسافرين مليون شخص         | 38,1   | 36,0   | 34,0   | 31,0   | 29,6   | 27.5   | 26,1   | 23,6   | 21,0   | 18,5   | 16,5   |
| نقل البضائع مليون طن            | 36,200 | 37,000 | 37.000 | 36.000 | 25.000 | 30.703 | 35.859 | 34.851 | 34.911 | 32.901 | 30.552 |
| نقل البضائع مليون طن كيلومتر    | 5700   | 5830   | 5976   | 5572   | 4111   | 4986   | 5794   | 5827   | 5919   | 5563   | 5146   |

حقق المكتب الوطني للسكك الحديدية سنة 2011 رقم معاملات بلغ 3,6 مليار درهم مسجلا بذلك تحسنا بنسبة 11 بالمئة مقارنة مع سنة 2010. وبرسم سنة 2019، رقم معاملات إجمالي بقيمة 3.764 مليار درهم، أي بزيادة 9.3 % مقارنة بسنة 2018.
وعلى المستوى الدولي، فإن المكتب عضو في المنظمة الدولية للنقل السككي إضافة إلى أنه عضو فاعل في الإتحاد الدولي للسكك الحديدية والاتحاد العربي للسكك الحديدية ولجنة النقل السككي المغاربي.
صرح الملك محمد السادس في خطاب 6 نوفمبر 2015 بمناسبة الذكرى الأربعين المسيرة الخضراء من مدينة العيون «"...لدينا حلم ببناء خط للسكة الحديدية، من طنجة إلى لكويرة، لربط المغرب بإفريقيا. وإننا نرجو الله تعالى أن يعيننا على توفير الموارد المالية، التي تنقصنا اليوم، لاستكمال الخط بين مراكش ولكويرة..."».
ويشمل هذا المخطط أربعة أنواع من المشاريع، لتطوير الشبكة الوطنية للسكك الحديدية بالمغرب وهي كالآتي :
-مشاريع ربط السككي للموانئ الجديدة.
-مشاريع لتوسيع الشبكة عبر خطوط كلاسيكية.
-مشاريع لتوسيع الشبكة عبر خطوط ذات سرعة الفائقة.
-مشاريع للحفاظ على متانة الشبكة الحالية.

## الأسطول
يملك النقل السككي في المغرب العديد من المعدات والأجهزة المتحركة وتتكون من نقل 80 ألف طن من البضاعة يومياً، نقل 1500 سيارة في اليوم، 70 قطار في اليوم في حركة دؤوبة، 3موانئ جافة في دارالبضاء فاس، ومراكش، شهدت سنة 2016 نقل 19 مليون طن من الفوسفاط برقم معاملة بلغ 1،5مليار درهم، برتفاع سجل 8% مقارنة مع التوقعات السابقة.
الشبكة السككية والمعدات المتحركة الشبكة السككية والمعدات المتحركة
3815 طول السكك (كلم)
585 عربة للمسافرين
5498 شاحنة لنقل البضائع
%64 سكك مكهربة
نقل البضائع واللوجستيك
334000 سيارة منقولة
27 مليون طن من البضاعة
185 من الزبناء الكبار
نقل المسافرين
204 قطار في اليوم
35 مليون مسافر
609105 مقعد موفر/اليوم
137 محطات القطارات
الرأسمال البشري
7761 متعاون في خدمة الزبناء
%90 من المتعاونين بالميدان
466 موظف جديد سنويا
67592 يوم تكوين
التنمية المستدامة
%0,41 حصة القطار من انبعاثات الغازات الدفيئة بالمغرب
%2,48 حصة القطار من انبعاثات الغازات الدفيئة لقطاع النقل
2,5 مليار درهم في السنة كأرباح للجماعة*
%3,5- من انبعاثات الغازات الدفيئة/سنة

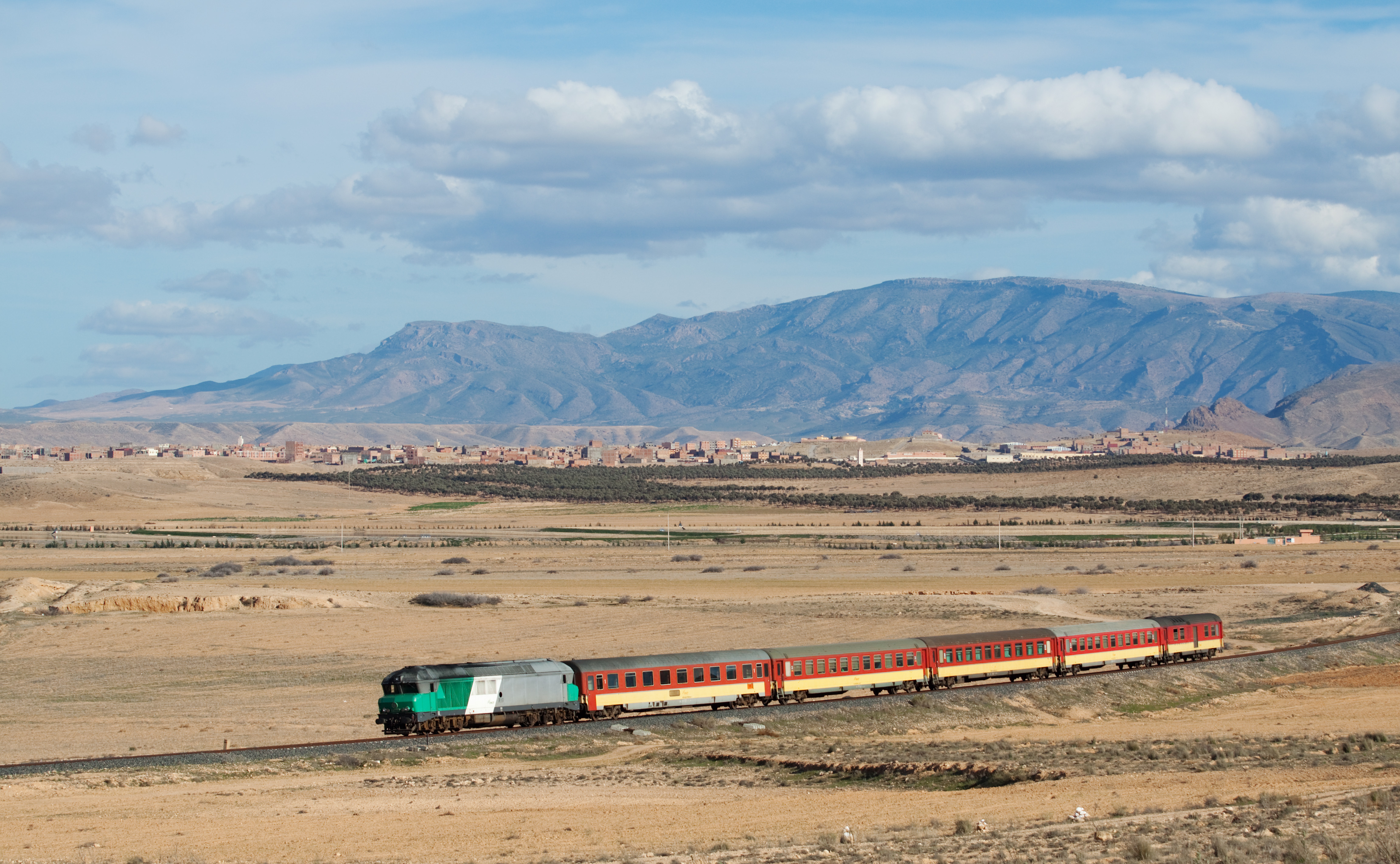
محرك DF 115 (الذي هو SNCF 72000 سابقا) قريب من تاوريرت
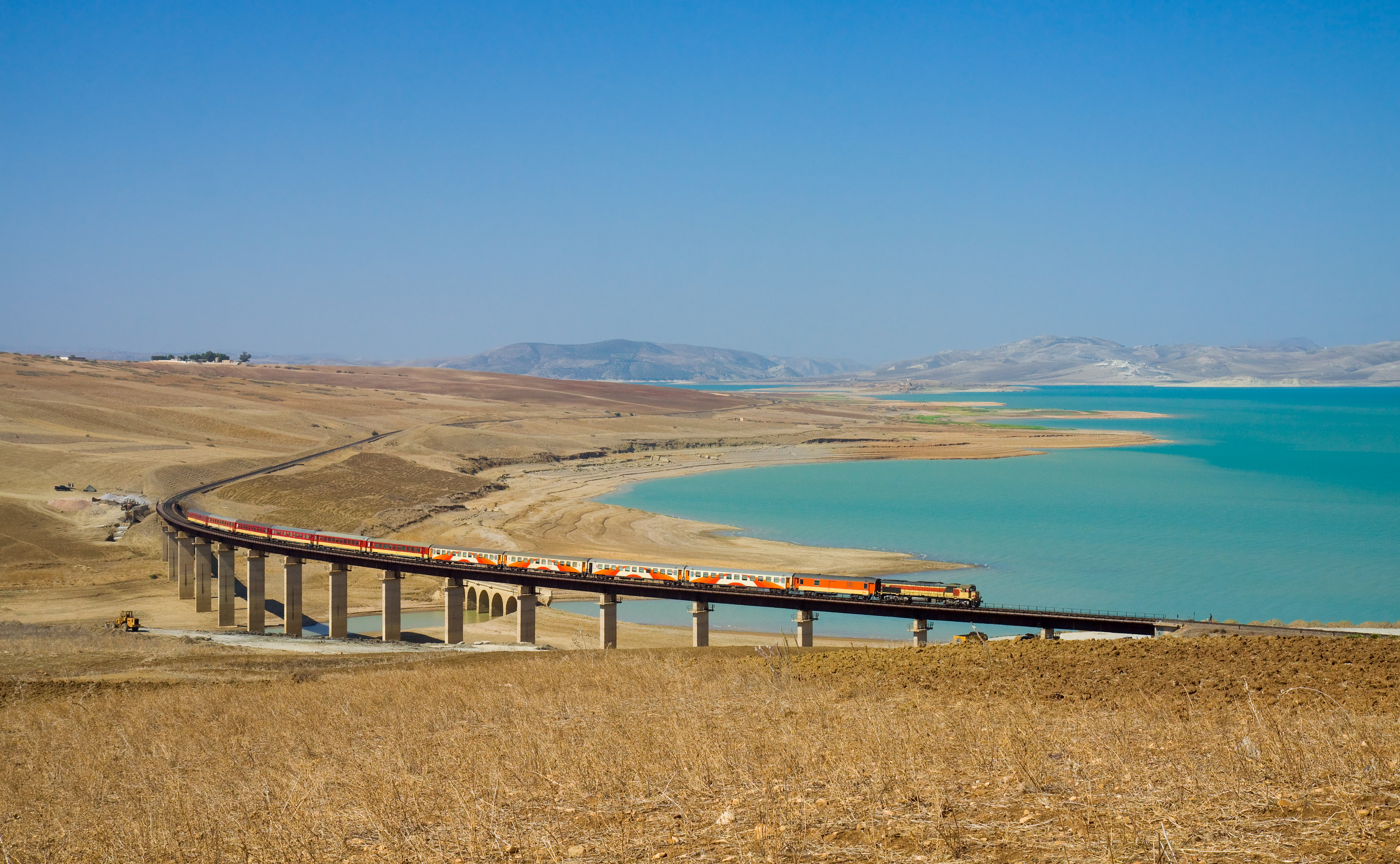
محرك DH 370 مع عربات الركاب بين مدينتي فاس وتازة
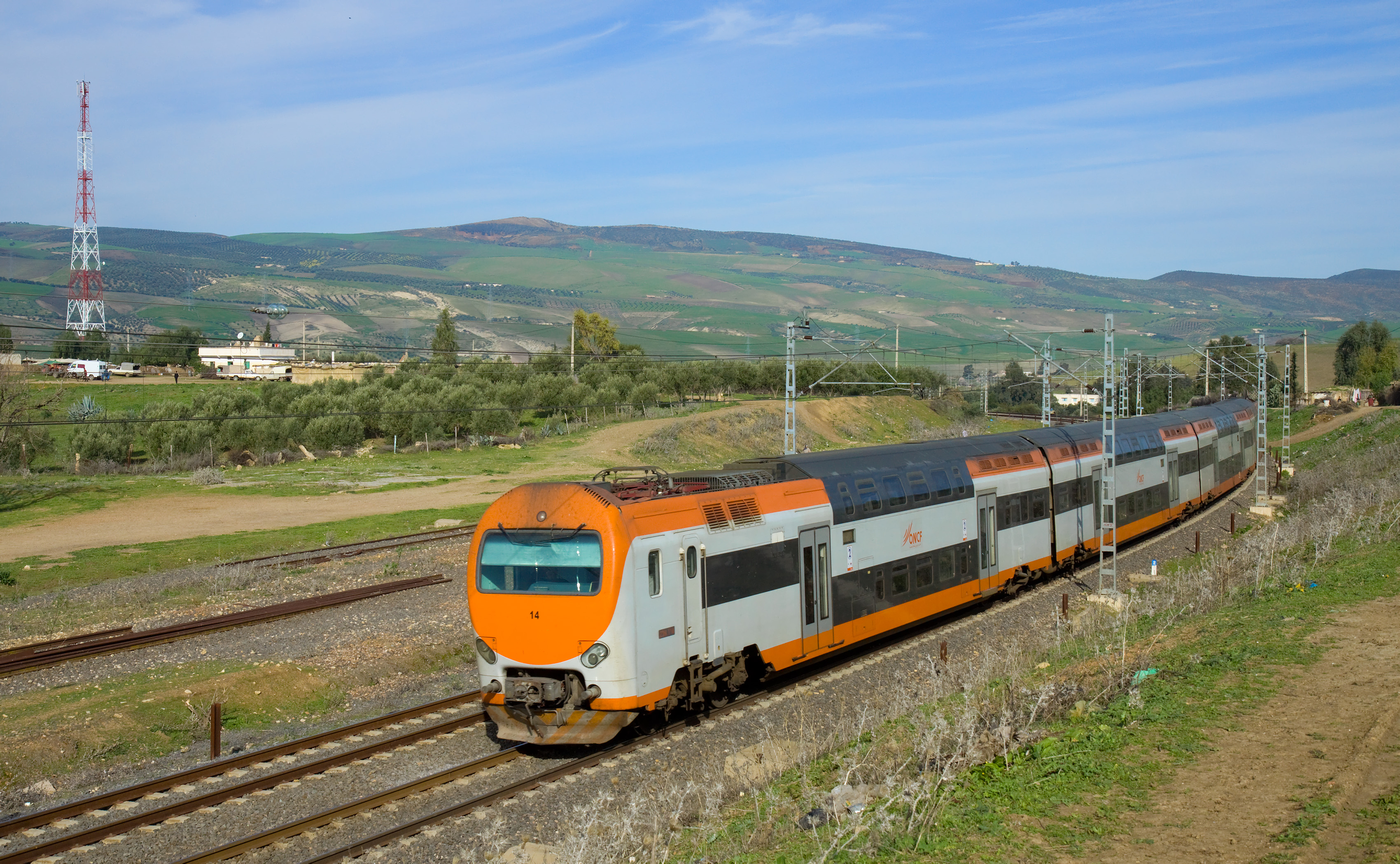
قطار Z2M ذو الطبقين بين مدينتي سيدي قاسم و مكناس
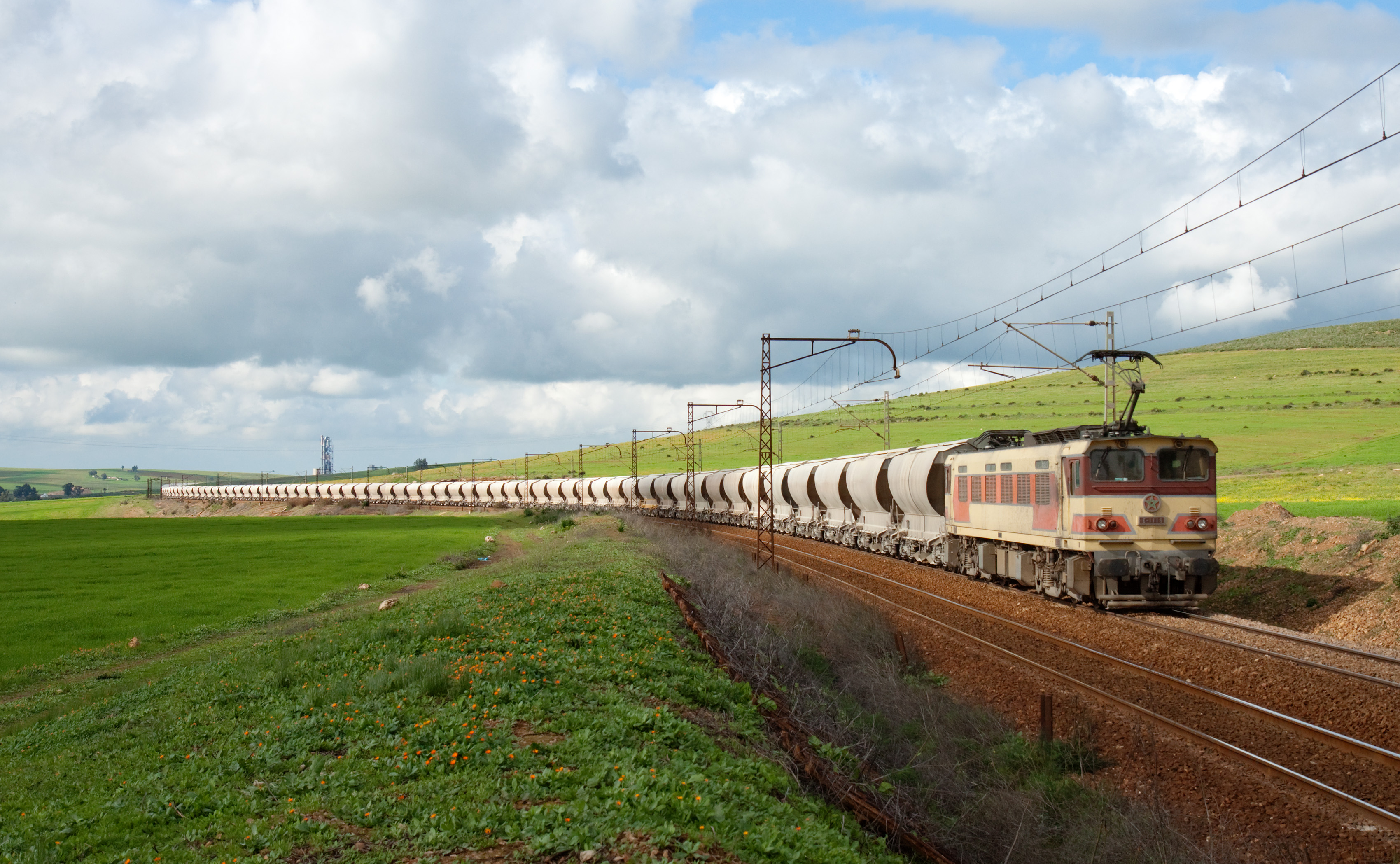
محرك E 1100 مع عربات فوسفات فارغة قريبا من تامدروست
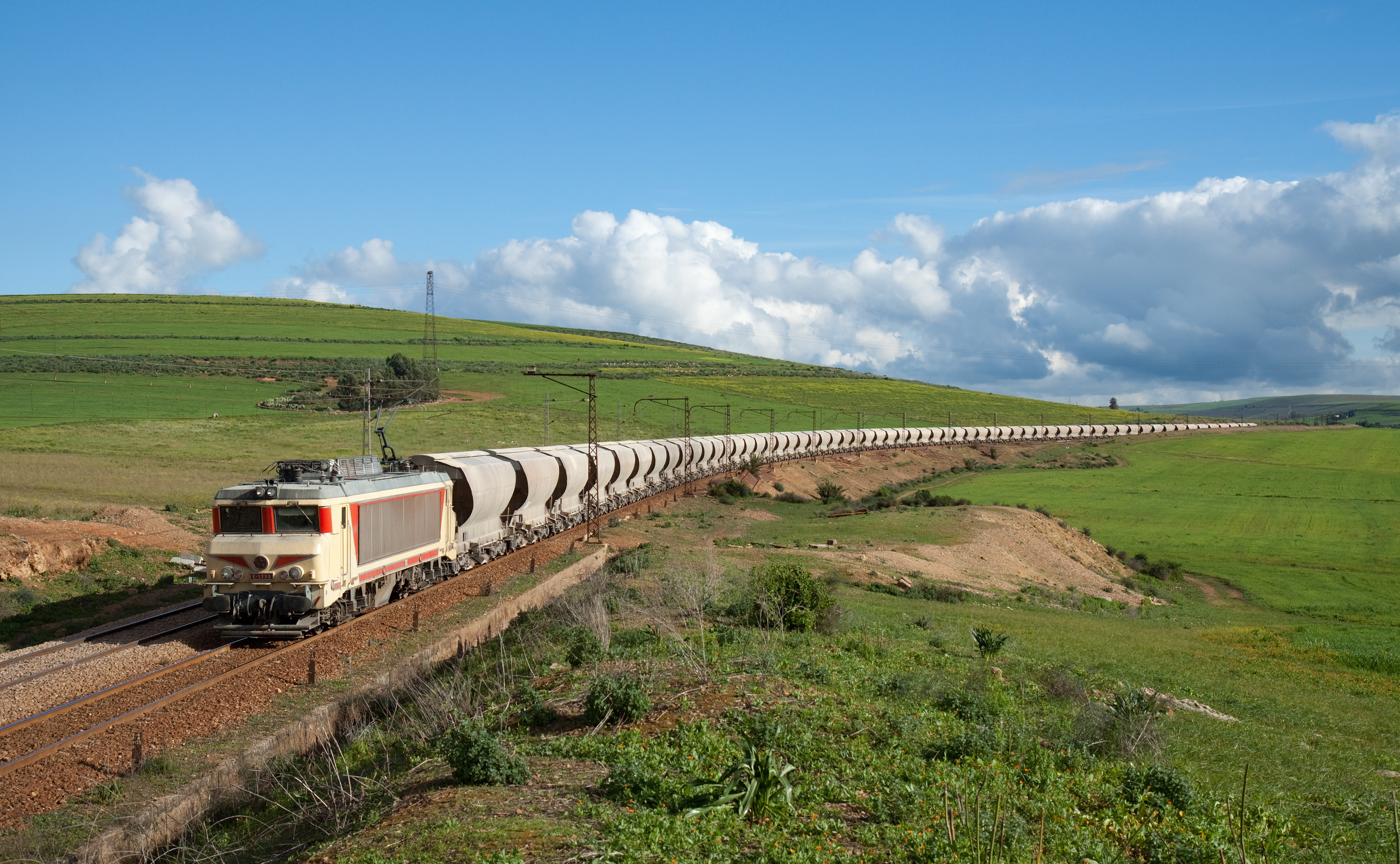
محرك E 1350 (إصدار أقوى من محرك E 1300) مع عربات فوسفات ممتلئة في طريقه إلى الدار البيضاء قريبا من تامدروست
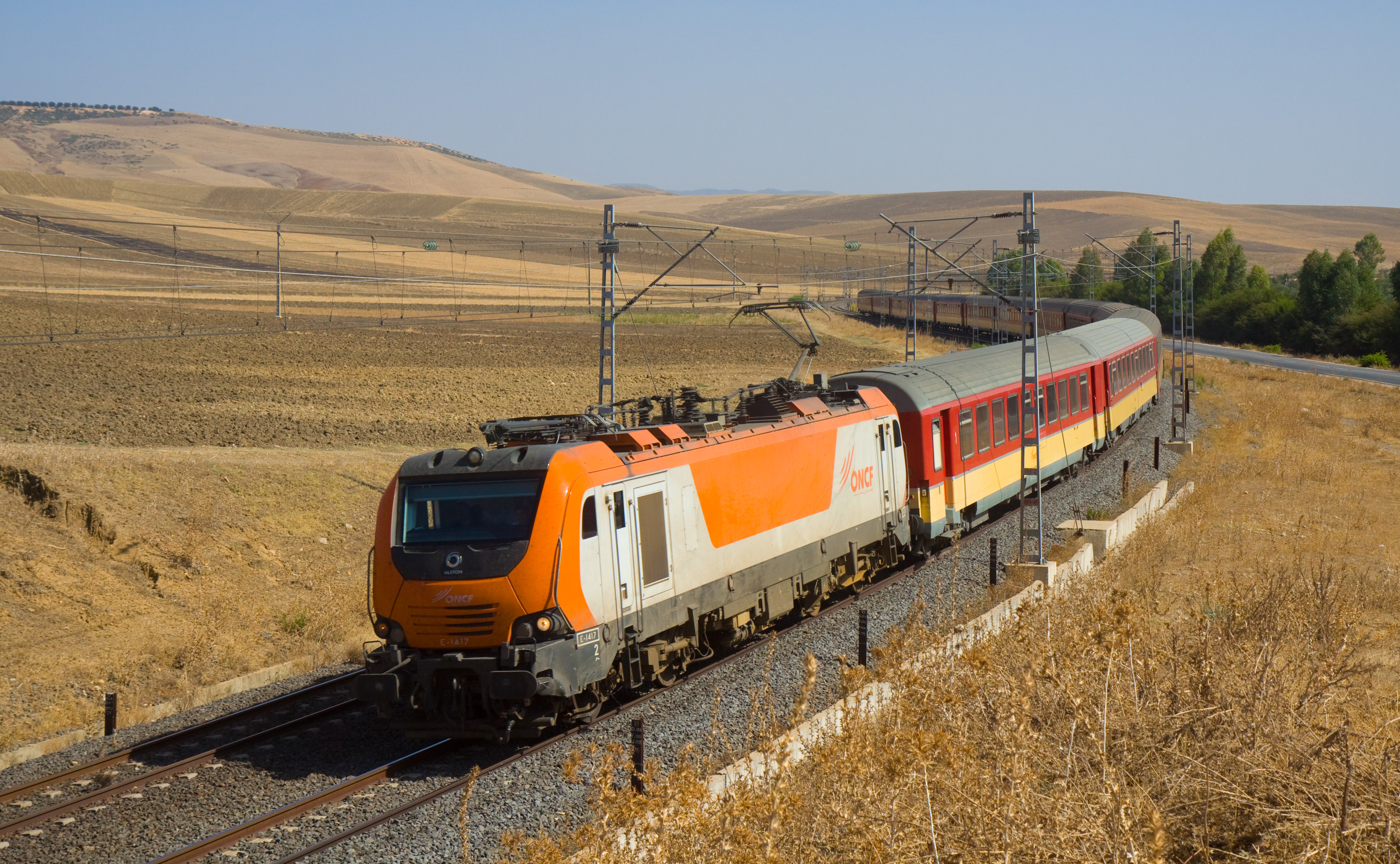
محرك E 1417 بين مدينتي سيدي مبارك وعين الكرمة (خط مكناس - سيدي قاسم)

## وصلات خارجية
- الموقع الرسمي للمكتب الوطني للسكك الحديدية